# Slobodan Komljenović
Slobodan Komljenović és un exfutbolista germano-iugoslau, nascut el 2 de febrer de 1971 a Frankfurt del Main.
Va desenvolupar gairebé tota la seua carrera a la competició alemanya, on va militar en clubs com l'Eintracht Frankfurt, MSV Duisburg o TSV 1860 München, entre d'altres. Entre el 2001 i 2003 va militar al Reial Saragossa.
Tot i ser nascut a Alemanya, va jugar internacionalment amb la selecció de la FR Iugoslàvia. Va sumar 22 aparicions i va marcar 3 gols. Hi va participar en el Mundial 1998, així com a l'Eurocopa de l'any 2000.
Es va retirar l'any 2009, el seu últim club fou VfR Jettingen.